# Rhipsalis crispata
Ne doit pas être confondu avec Rhipsalidopsis.
Espèce
Statut de conservation UICN

 EN  : En danger
Statut CITES
Rhipsalis  crispata est le nom d'une espèce de plante épiphyte et succulente, endémique du Brésil, et appartenant à la famille des cactus et du genre Rhipsalis (qui comprend environ 60 espècess et de nombreuses sous-espèces) .
Elle est menacée par la régression, dégradation ou disparition de son habitat (forêt tropicale humide) .

## Étymologie
Le nom de genre vient d'un mot grec signifiant souple ou osier, en référence à l'apparence des plantes.

## Origine, aire de répartition, habitat
Cette espèce est originaire du Brésil, où elle vit dans des forêts subtropicales ou tropicales humides

## Description
Les tiges, crassulentes, sont aplaties, rubanées. Les fleurs (blanches) et fruits apparaissent les bordures de ces tiges.

## Statut, menace
La principale menace qui pèse sur l'espèce est le recul rapide de la forêt tropicale primaire (destruction et fragmentation des habitats, déforestation..)